# 참여 과학자 모임
참여 과학자 모임(Union of Concerned Scientists, UCS)은 미국에서 환경문제 해결을 위해 비영리로 운영되는 자발적인 과학자들의 모임으로, 전문적인 과학자 뿐 아니라 일반 시민들도 많이 참여하고 있다.

## 목적
과학에 기초하여 건강한 환경과 안전한 세상을 위해 이끄는 비영리 단체로, 독립적인 과학 연구소와 시민 행동의 결합을 통하여 창의적이고 실천적인 해법을 개발하고, 정부 정책과 기업 관행 및 소비자 선택에 책임감 있는 변화를 이끌어 낸다.
1969년 매사추세츠 공과대학교에서 학생과 교수진들 간 협동을 통해 시작된 이래, 250,000명 이상의 시민과 과학자들이 결연하고 있다. 회원은 학부모와 회사원, 생물학자와 물리학자, 선생과 학생 등으로 무척 다양하다.
가능한 최선의 과학적인 탐구를 통한 현명한 행동이 우리와 우리 혹성의 미래를 안전하게 도와준다고 생각한다.

## 주요 연구
- 과학의 정책적 이용에 반대하는 독립적 연구
- 인간 활동에 따른 지구 온난화 연구
- 무공해 운송수단
- 안전을 최우선으로 하는 원자력 연구
- 핵무기와 전세계 평화를 위한 연구
- 지속가능한 식품과 농업

## 기타
한국어로 번역된 확정 명칭이 아직 없어 여러 가지 이름으로 불린다.
우려하는 과학자 동맹, 우려하는 과학자 연맹, 걱정하는 과학자들 연합, 우려하는 과학자 모임, 의식있는 과학자 연합,미래를 성찰하는 과학자 모임 등이다.